# Собор Різдва Пресвятої Богородиці (Мала Петриківка)
Собор Різдва Пресвятої Богородиці  (Церква Різдва) - православний собор у селі Мала Петриківка Петриківського району Дніпропетровської області.
Адреса: вулиця Косенка, 30а, село Мала Петриківка.

## Історія
До радянської влади Мала Петриківка була частиною Петриківки у центрі якої був розташований цей собор Різдва Пресвятоі Богородиці.
Раніше собору у Петриківці існував дерев'яний храм Георгія Перемогоносця, що було перенесено з Курилівки. Місце для Петриківського собору було освячено 1793 року. Трипрестольний собор відкрився 1812 року, який прозвали «білою церквою» за цинковими куполами.
1938 року храм закрили й передали колгоспу «Червона хвиля» під клуб. Під час перевлаштування зруйнували іконостас, зафарбували розписи й фрески на стінах, спалили ікони та книги.
За спогадами петриківців під час репетицій у клубі чулися співи церковного хору та чийсь плач, від чого люди з жахом вибігали на вулицю; а ночами у закритому на замок клубі бачили палаючі лампади. 1941 року під час німецькоі окупації за дозволу окупаційноі влади собор був відкритий, а настінна ікона Різдва Богородиці проявилася на нетривалий час крізь фарбу.
1961 року собор знову зачинили, скинули хрести, зруйнували куполи й каплицю, ікони, пограбували книги та приладдя й влаштували сховище автомобільних запчастин. 1963 року у соборі влаштували спортзал, лабораторію Петриківського сільського профтехучилища. Згодом розбили частину стін для влаштування ремонтних майстерень. Й нарешті, облито соляркою й спалено. Стіни собору стояли без даху 30 років. Цвинтар біля собору теж було сплюндровано.
1997 року протоієрей Микола Вовченко організував Релігійну громаду Свято-Різдва-Богородична парафії Дніпродзержинської єпархії Української православної церкви (за Висновком релігієзнавчої експертизи Статуту про управління Української Православної Церкви на наявність церковно-канонічного зв’язку з Московським патріархатом з точки зору еклезіології та канонічного права є структурним підрозділом Російськоі православноі церкви з центром у м. Москва, що має окремі права самостійного утворення без власної канонічної суб’єктності). 2005 року зазначена релігійна громада провела першу літургію у частині собору. За архімандрита Йова (Радочина) на території собору побудована дерев'яна церква Апостолов Петра і Павла. З 2015 року керівником релігійноі громади є протоєрей Дмитро (Сахань).
11 березня 2019 року Господарським судом Дніпропетровскоі області у справі N 910/3044/18 у задоволенні позову Релігійної громади Свято-Різдва-Богородична парафії Дніпродзержинської єпархії Української православної церкви, с. Мала Петриківка про визнання права власності на Собор Різдва Пресвятої Богородиці (Церква Різдва), розташованого за адресою: Дніпропетровська область, Петриківський район, село Мала Петриківка, вулиця Косенка, будинок 30а (охоронний номер пам'ятки архітектури згідно Постанови Ради Міністрів УРСР №442 від 06.09.1979), що включає будівлю літ. А-1, загальною площею 240,90 кв.м., за набувальною давністю відмовлено.
Наразі відбувається оформлення права власності на собор за Петриківською селищною громадою, яка зможе вирішити кому та на яких умовах передати його у користування відповідній релігійній громаді.